# Peugeot 401
La Peugeot 401 est une automobile de la marque Peugeot produite de 1934 à 1935 concurrençant les Renault Primaquatre et la Vivaquatre.

## Historique
Ce modèle, comme la 201 précurseur dans ce domaine, dispose de deux roues avant indépendantes (rapidement suivi par la concurrence) ce qui améliore nettement la tenue de route.
Le modèle Eclipse sorti en 1935 est la première automobile coupé cabriolet.
Motorisation 1 720 cm3, 4 cylindres en ligne, 8 soupapes latérales, puissance de 44 ch DIN, embrayage monodisque à sec, 3 rapports et MA, longueur 4,45 m, largeur 1,60 m, empattement 2,81 m, poids 1 120 kg, vitesse maxi 100 km/h, refroidissement : liquide par pompe et radiateur.

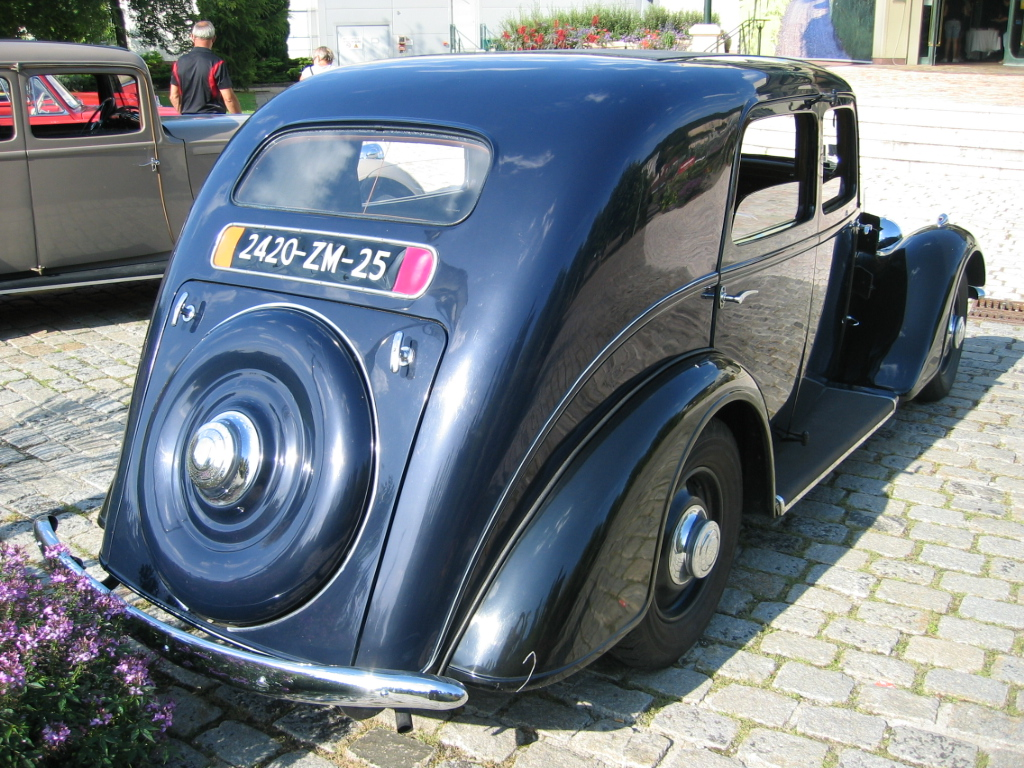
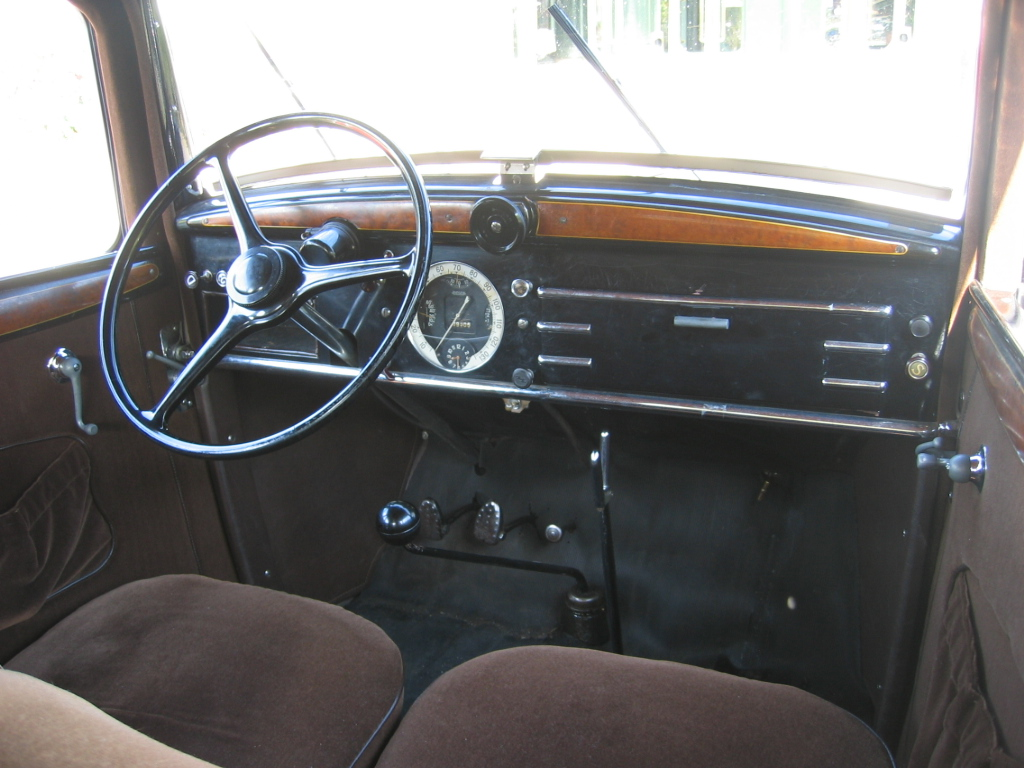
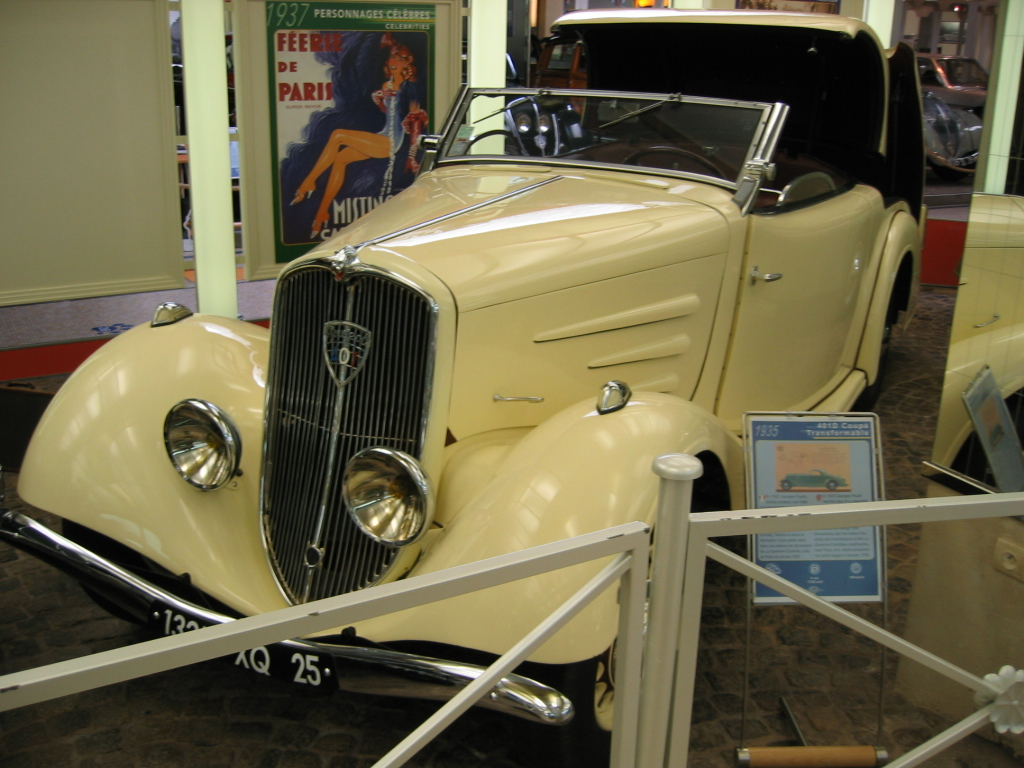
401 coupé cabriolet

Son moteur équipe également l'utilitaire Peugeot MKD sorti en 1934.